# Helmi (fartyg)
Helmi är ett k-märkt svenskt segelfartyg.
Helmi byggdes 1886 av Erik Andersson på Svartlöga. Hon motoriserades 1922 med en Avance tändkulemotor på 10 hästkrafter. 
Hon ägdes 1880–1946 av släkten Sjöblom på Oxhalsö och gick i traditionell fraktfart. Hon övertogs av Sjöhistoriska museet 1997 och renoveringen tog 1999 över av Föreningen Helmis vänner, varefter hon sjösattes på Blidö 2002.